# Castrolibero
Castrolibero ist eine italienische Gemeinde in der Provinz Cosenza in der Region Kalabrien mit 9177 Einwohnern (Stand 31. Dezember 2023).
Castrolibero liegt 13 km westlich von Cosenza.
Die Nachbargemeinden sind: Cerisano, Cosenza, Marano Marchesato, Marano Principato, Mendicino und Rende.